# 尼道

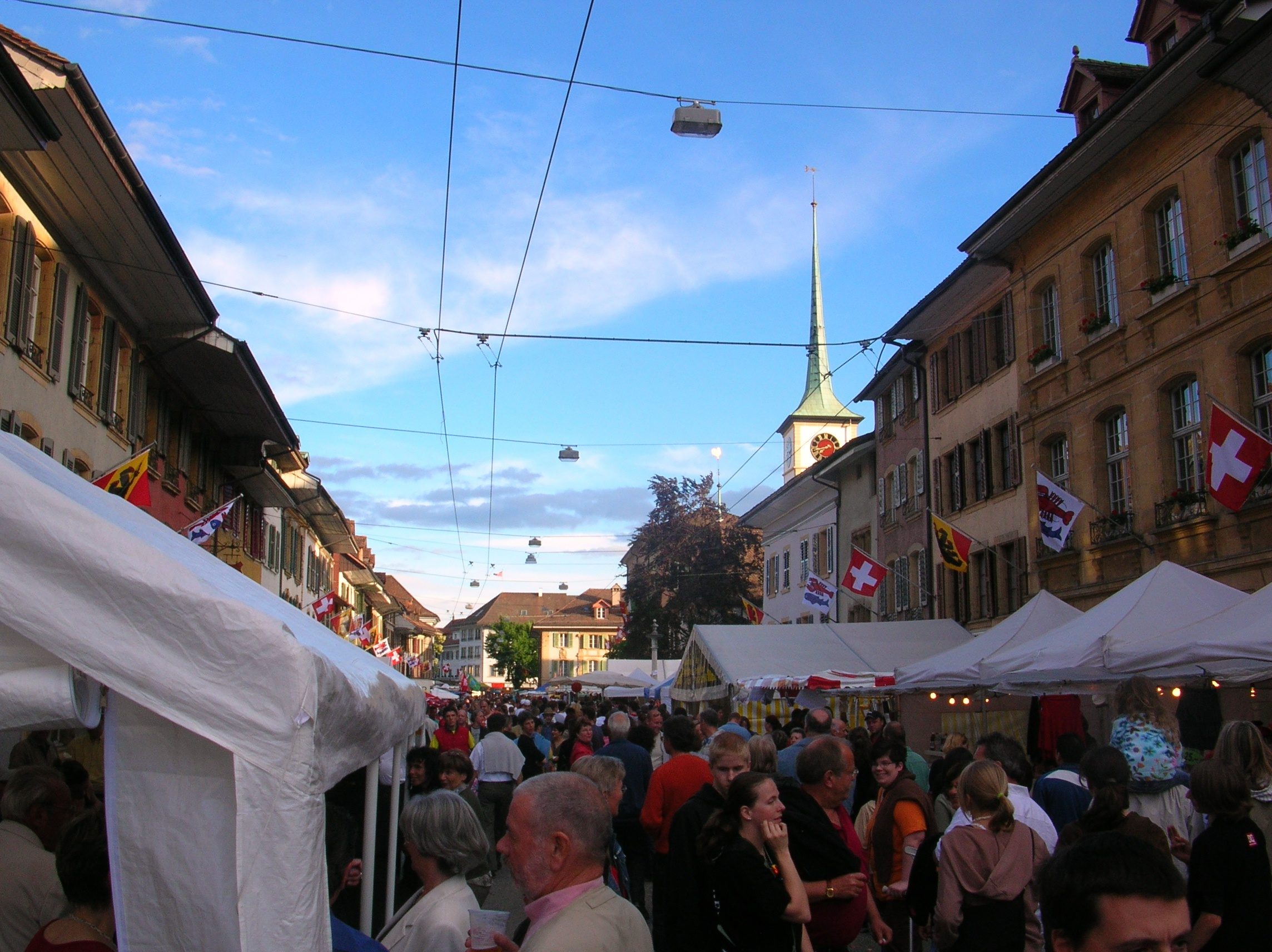

尼道（Nidau）是瑞士伯恩州比尔县的一座城鎮。

## 历史
1196年尼道首次以的名字被提及。

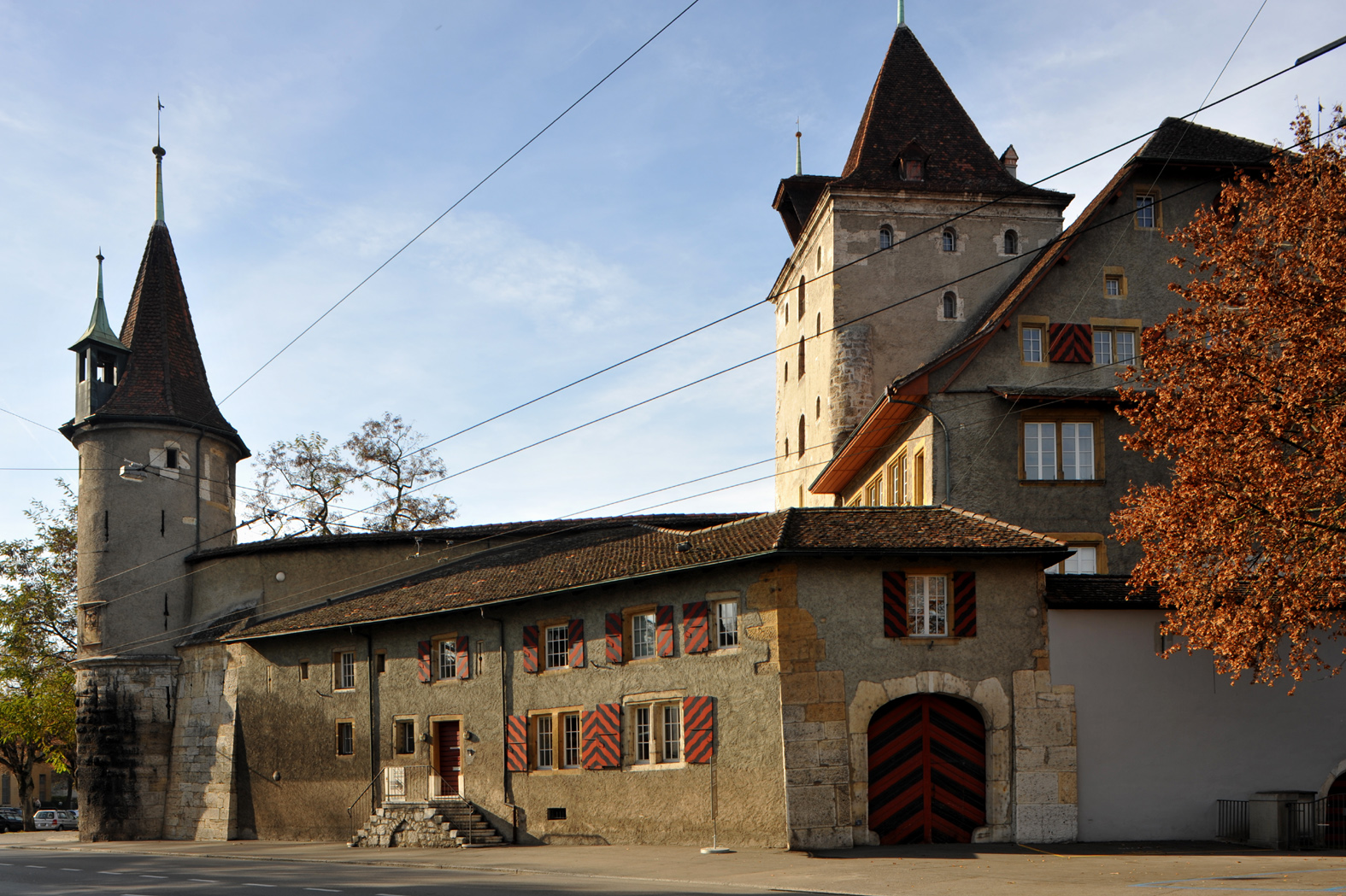
尼道宫

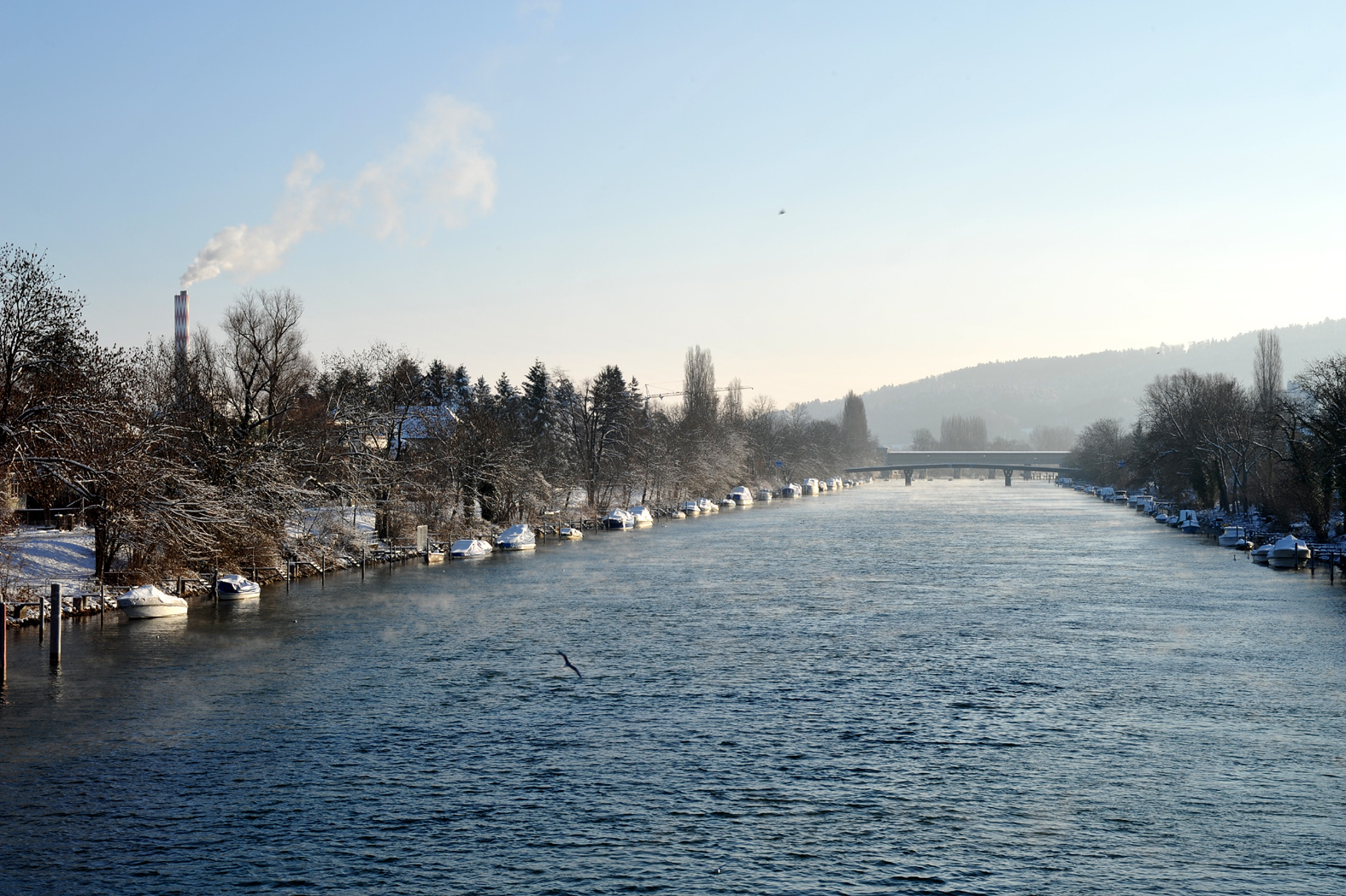
尼道-比伦运河

在尼道的湖畔发现了一些从新石器时代一直沿用到青铜时代的干栏式建筑居民区。在尼道-比伦运河的发掘处发现了一件拉登文化的文物。在原提勒河的河道里发现了数件可能是罗马时代的铁锭。
1140年河边建造了一座木头的堡垒。1180年第二座堡垒建成。13世纪它被石头建的尼道城堡取代。城市在城堡的南部形成。它是在1338年牢彭战役前不久建立或者扩展的。城市为三角形，它指向城堡。城市的主街与河流平行，是南北走向的。主街的西侧有三条侧街。
1375年尼道的最后一名伯爵阵亡。巴塞尔采邑主教成为尼道城堡的主人。1376年他战败后基堡公爵获取了该城堡。1379年基堡伯爵把尼道卖给哈布斯堡王朝。1387年哈布斯堡把它封给安皮埃尔七世·德·库西。1388年5月在森帕赫战役中瑞士联邦军包围了尼道城市和城堡七个星期把它攻破。瑞士军损失惨重，城堡也被破坏严重。在战后的和平条约里尼道城市和城堡被授予伯尔尼。1388年、1413年、1513年和1743年的大火摧毁了城市的部分地区。
1425年伯尔尼授予尼道城市地位，但是只有1548年的文献还留存下来。城市的市场和粮仓是1411年首次提到的。1430年医院启用，1474年一幢鼠疫楼启用。由于它位于从伯尔尼去巴塞尔和从日内瓦去博等湖的道路上，加上它位于湖畔，使得它成为一个天然的转交场地。贸易使得城市成长迅速。大多数居民在市场、造船、货物运输和旅店行业工作。渔业、葡萄园和农庄为城市提供食物。当地的皮革工人是唯一成立行会的职业，该行会1485年成立。行会大厦于1500年建成。
城市的教堂是1368年首次提到的。1482年尼道成为教区后它成为教区教堂。1528年在宗教改革中尼道随伯尔尼州版依新教。
在18和19世纪里尼道多次因为河流和湖泊涨水被淹。1868年至1891年侏罗山水文更改使得水位下降，帮助保护尼道防水。提勒河被限制，许多运河被建造。尼道布伦运河取代提勒河成为尼道的主要水道。1857年比尔被连接到铁路线上，两座城市开始结合。尼道的人口增长，城市发展。比尔和尼道完全合并到一起。1900年尼道开始发展工业，不过今天它的经济主要是服务行业的中小企业。

## 地理

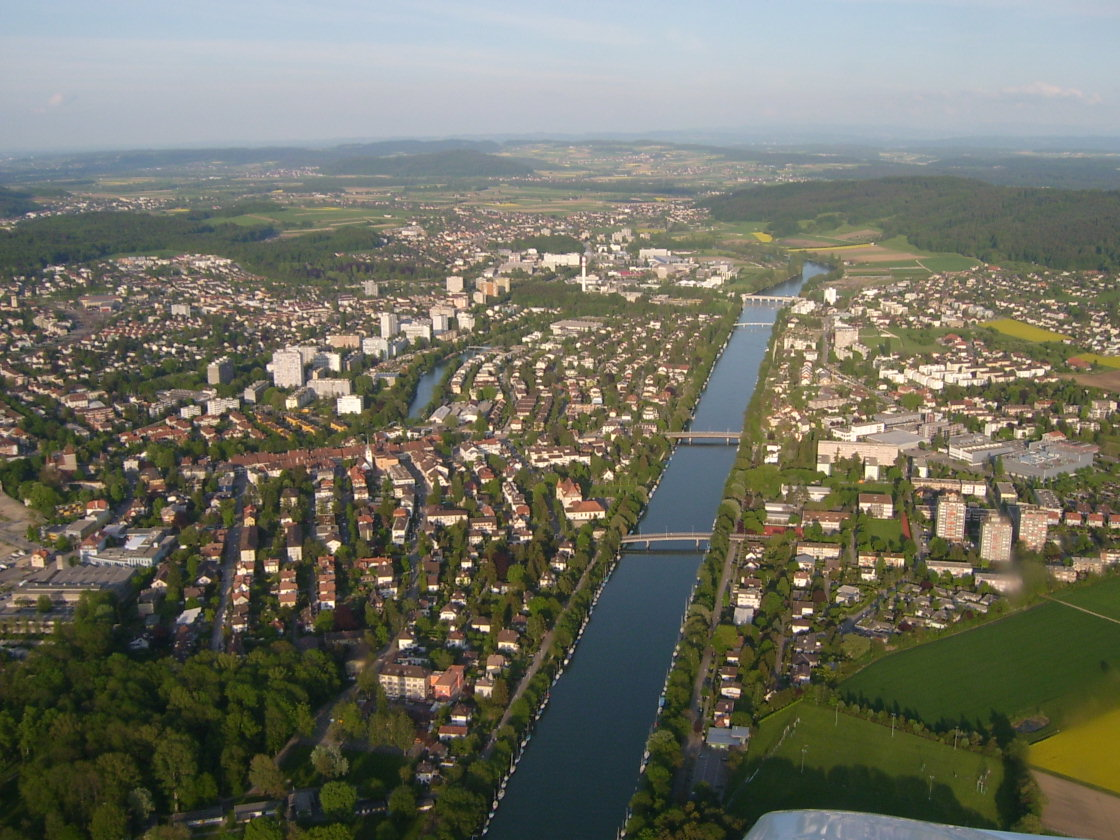
尼道空景

尼道位於該國西北部，由伯恩州負責管轄，面積1.52平方公里，海拔高度432米
尼道位于比尔边上，两座城市已经长到了一起。从侏罗山水文更改开始尼道的中世纪市中心和城市的一大部分位于一座岛上。
尼道的面积为1.52平方千米。2012年没有农业面积，0.06平方千米（或者3.9%）是森林，其它面积中1.28平方千米（或84.2%）是建筑物或者道路，0.18平方千米（11.8%）是河面或者湖面。
2002年工业建筑占总面积的6.6%，民用建筑占地46.1%，交通基础建设17.1%。电力和用水基础设施和其它特殊发展面积占地2.6%，公园、绿地和体育设施占地11.8%。林地中总面积的2.0%是茂密森林，2.0%是小树丛。水面里湖面占总面积的0.7%，河面占总面积的11.2%。

## 市徽
尼道的市徽为红色的龙虾和蓝色带点的鲑鱼位于银色的底色上。

## 人口

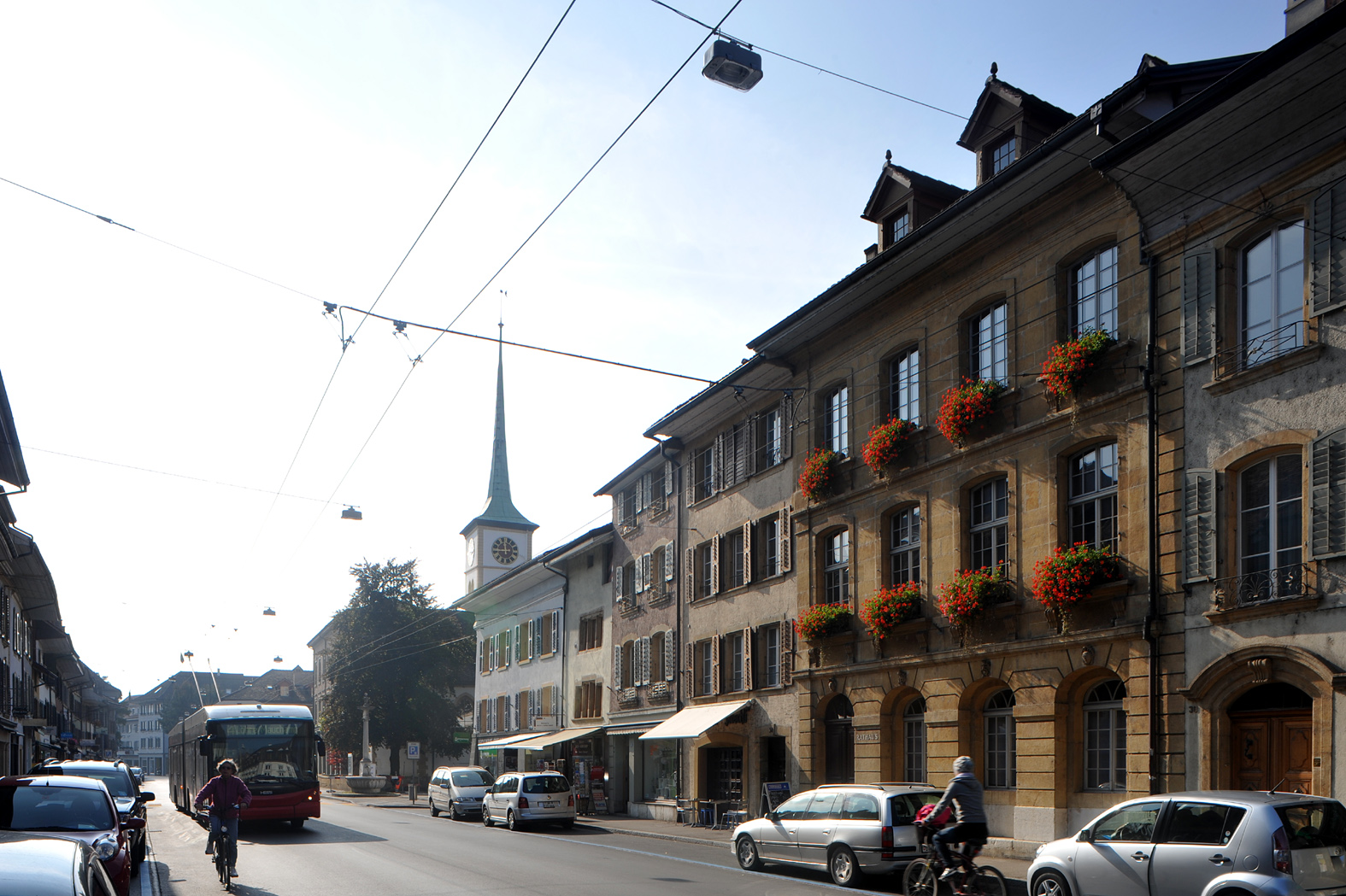
主街

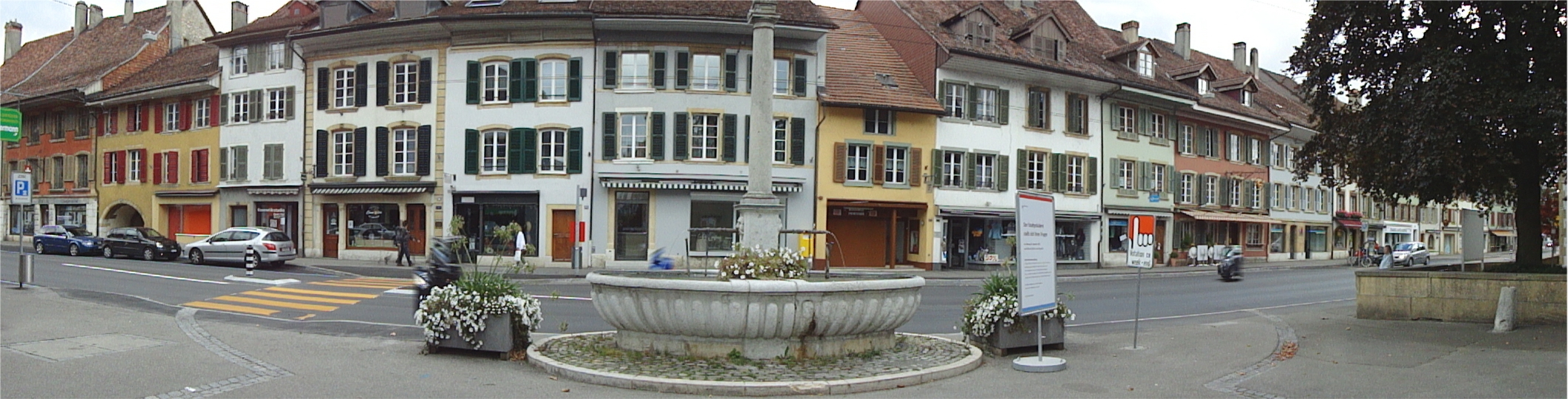
老城

尼道位于瑞士法语和德语的语言边界，它的官方语言是德语，但是拥有非常高的法语少数族群。这些法语族群可以将他们的孩子送到姐妹城市比尔的法语学校，尼道承受所有的经费。
2012年12月尼道有居民6782人，其中20.8%的居民是外国人。在2001年至2011年间人口更改率为0.4%，其中移居占据-0.1%，出生和死亡占据0%。
2000年大多数居民（5022人或73.9%）以德语为第一语言，法语是第二常见的第一语言（1071人或15.8%），意大利语居三（186人或2.7%）。五人说罗曼什语。
2008年居民中47.2%是男性，52.8%是女性。男性中2453人是瑞士公民（占总人口的36.2%）、745人不是瑞士公民（占总人口的11.0%）。女性中2921人是瑞士公民（43.1%），66人不是瑞士公民（1.0%）。2000年居民中1147人（16.9%）是在尼道出生的，2730人（40.2%）是在伯恩州出生的，1404人（20.7%）是在瑞士其它地方出生的，1227人（18.0%）出生在瑞士以外。
2011年儿童和少年（0-19岁）占居民总数的18.2%、成年人（20-64岁）占58.6%、老年人（64岁以上）占58.6%。
2000年镇上有2473人单身和从来没有结婚的人、3240结婚的人、549名寡妇或者寡夫和536名离婚者。
2010年1494个户只有一个人、127个户有五个以上的人。童年3312个宿舍被长期居住，205个宿舍（5.6%）被季节性地使用，128个宿舍（3.5%）是空的。2011年43.4%的住宅是单家的房子。

## 经济
2011年尼道的失业率为3.28%。2008年镇上共有2548人有工作。其中没有人在第一产业工作。962人在第二产业的62个企业工作。1586人在第三产业的220个企业工作。镇上居民里有3434人工作，其中妇女占46.4%。
2000年2131到尼道来工作，2732人住在尼道去其它地方工作。701人住在尼道并在这里工作。27.3%的在职人员使用公共交通上下班、42.9%使用私人汽车。
2011年挣15万瑞士法朗带两个孩子的结婚夫妇的所得税税率为12.8%，未结婚者的税率为18.8%。相对而言伯恩州同年的平均值相应为14.2%和22.0%，瑞士的平均值为12.3%和21.1%。2009年镇上共有3088名纳税人，其中807人每年收入7.5万瑞士法郎以上、17人每年收入1.5至2万瑞士法郎。大多数人（995人）每年收入5万到7.5万瑞士法郎。7.5万瑞士法郎以上的人的平均年收入为116929瑞士法郎，全瑞士的平均为130478瑞士法郎。
2011年10.6%的居民直接获得政府补助。

## 宗教

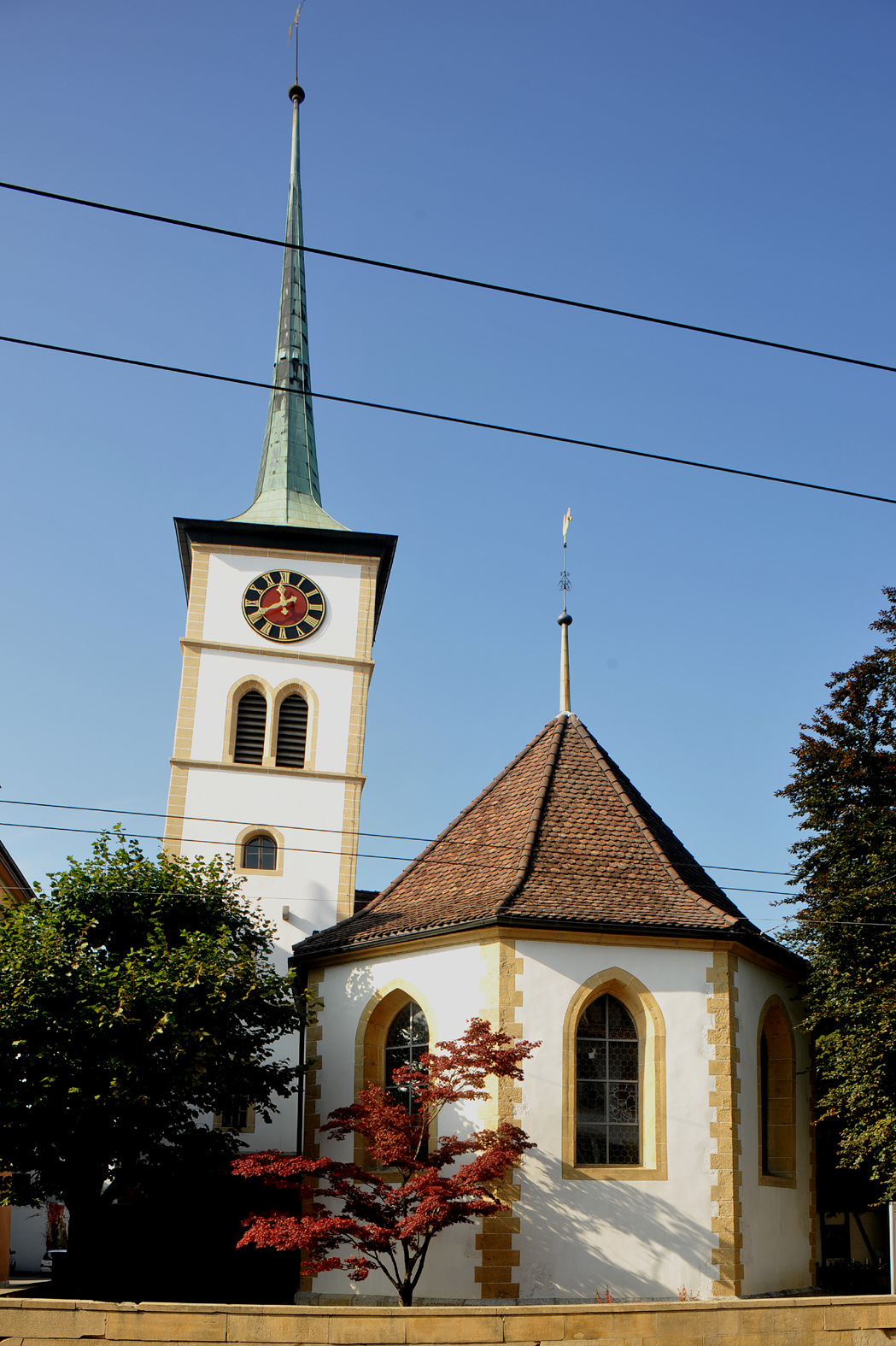
尼道的教堂

根据2000年的统计3637名居民（53.5%）属于瑞士新教教会、1503名居民（22.1%）信奉罗马天主教。95人（1.40%）信奉东正教、17人信奉瑞士天主教、168人属于其它基督教教会。16人（0.24%）信奉犹太教、303人（4.46%）信奉伊斯兰教、30人信佛教、12人信印度教、6人信其它宗教。745人（10.96%）是不可知论者或无神论者、266人（3.91%）没有回答这个问题。

## 教育
54.1%的居民完成了高等二级教育，17.4%的居民完成了高等教育。这804人中60.1%是瑞士男子、26.1%是瑞士女子、8.1%是非瑞士男子、5.7%是非瑞士女子。
伯恩州教育系统提供一年非义务的幼儿园，然后六年小学、三年义务性的初中，在初中期间学生按照其能力和向往被分开，初中后学生可以继续上高中或者进入学徒阶段。
2011至12学年里尼道共有815名学生。其中镇的五个幼儿园班里有96名儿童。这些儿童中36.5%是常住或者临时居住瑞士的外国人，68.8%的母语与班级里使用的语言不同。镇上有16个小学班级，共291名学生。其中29.9%是常住或者临时居住瑞士的外国人，46.4%的母语与班级使用的语言不同。同年镇上有22个初中班，共428名学生，其中15.4%是常住或者临时居住瑞士的外国人，21.5%的母语与班级使用的语言不同。
2000年镇上的学校里共有798名学生，其中503名住在镇上并在当地上学，295名来自其它镇。同年镇上有278名学生在其它镇上学。
尼道有两座图书馆：和，2008年它们共收集书籍和媒体19158部，同年借出33556次。

## 名人
- 烏爾里希·奧克辛本，瑞士政治人物
- 格奥尔格·欧姆，物理学家，曾在尼道任教

## 政府

### 立法
尼道的镇议会有30名成员。

### 行政
行政会由七个成员组成。

## 政治
在2011年瑞士联邦选举中在尼道获得选票最多的是瑞士社会民主党，它获得了25.6%的选票，其次是瑞士人民党（22%）、瑞士自由民主党（13.7%）和瑞士绿党（12.4%）。共有1873名选民投票，投票率为40.4%。

## 运输

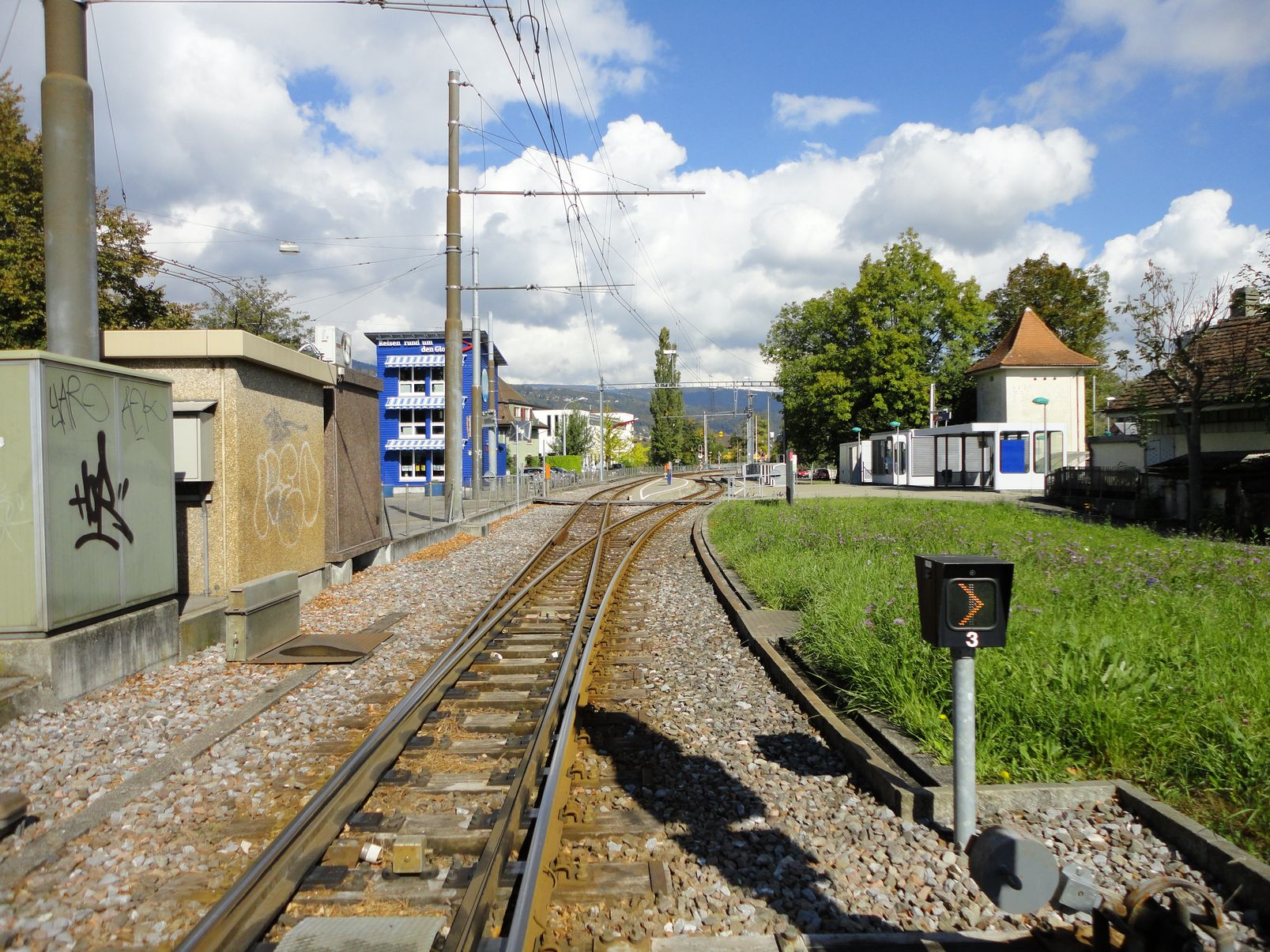
尼道火车站

比尔的4线、7线和8线公共汽车开到尼道。386线和387线长途汽车也经过尼道。

## 艺术、文化和景观

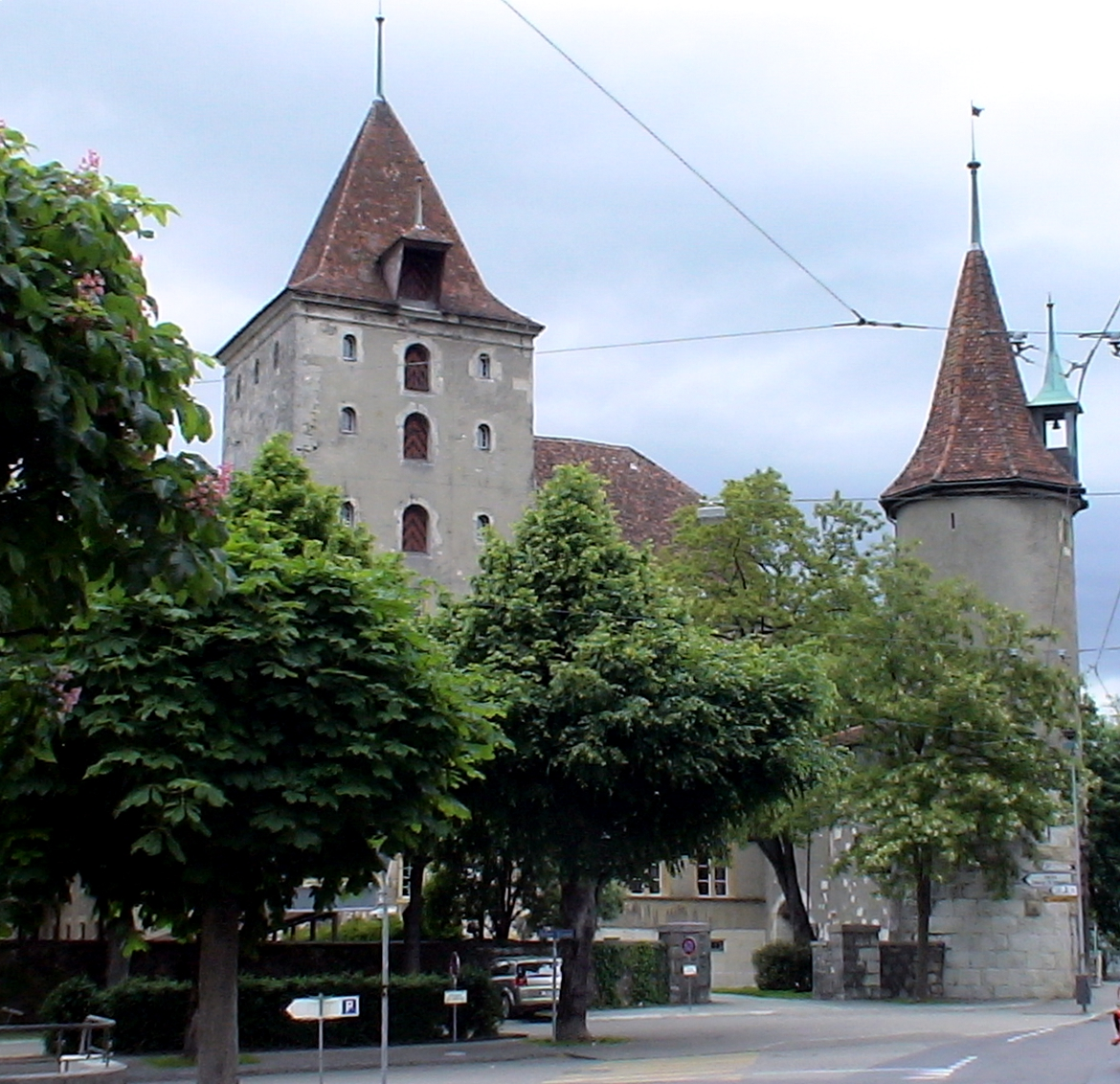
尼道城堡

尼道城堡是城市的标志，所有的政府办公室和州管理办公室以及城堡博物馆均在城堡内。博物馆的展出包括侏罗山水文更改。
最早的木城堡是1140年建的。1180年建造了第二座木城堡。城堡最早的记载是一份1196年8月30日的文献。第一座石城堡是13世纪修建的。它是一座边长11.2米的正方形建筑，四周的墙最厚处2.8米，主塔约40米高。今天的三座圆塔和周边的围墙可能是13世纪建造的。它的四周环绕着一道护城河。尼道城是1338年在城堡南边设立的。
1375年尼道的最后一名伯爵阵亡。巴塞尔采邑主教成为尼道城堡的主人。1376年他战败后基堡公爵获取了该城堡。1379年基堡伯爵把尼道卖给哈布斯堡王朝。1387年哈布斯堡把它封给安皮埃尔七世·德·库西。1388年5月在森帕赫战役中瑞士联邦军包围了尼道城市和城堡七个星期把它攻破。瑞士军损失惨重，城堡也被破坏严重。在战后的和平条约里尼道城市和城堡被授予伯尔尼。
在此后四个世纪里它是尼道执达吏的住所。1546年建造了一座门房。1587年里数座塔被重建。17世纪里原主塔被添加了一幢住房。其它辅助建筑、马圈和佣人住房以及一座喷泉也随后建成。
1798年法国入侵和赫尔维蒂共和国建立后原来的尼道执达吏被解散。1803年尼道区成立，城堡成为区长的办公场所。护城河被添塞，环绕的城墙被拆除。1868年侏罗山水文更改后比尔湖的水面下降，城堡不再被水围绕。20世纪里城堡被翻修和修理数次。

### 国家级名胜
市政大厦、城堡和比尔湖的沙滩被列入瑞士国家和区域重要文化财产名录。整个镇是瑞士名胜。

### 镇庆祝
每年5月最后的周六镇上举办镇庆祝。
在这天尼道的主街被关闭，沿街设立120多个市场摊子。许多周围的人来参加庆祝。

## 国际关系

### 友好城市
尼道与德国巴登-符腾堡州南部的施林根是友好城市。

## 外部連結
- Official Website of the City Nidau （页面存档备份，存于）
- photos of the castle （页面存档备份，存于）
- Schlossmuseum Nidau （页面存档备份，存于）
- Evangelical Reformed Church Nidau
- Nidau-Biel/Bienne-Seeland Tourism